# 逆日影
逆日影とは、主に建築設計の手法として、建築物の高さを制限する規制のひとつである日影規制(建築基準法第56条の2)を考慮し、敷地に対しての建築可能ボリュームを算出するもの。
日影規制(建築基準法第56条の2)の5m・10m測定ラインより日影図を逆計算し、建築可能ボリュームを算出する。
逆日影の計算方法としては、日照定規等を利用し手動での作図も出来るが、多くは専用システムで鳥かご図や等高線を算出する。また、実際には日影規制だけでなく斜線制限等を考慮しなければならない。